# Xenandra agria
Xenandra agria is een vlindersoort uit de familie van de prachtvlinders (Riodinidae), onderfamilie Riodininae.
Xenandra agria werd in 1853 beschreven door Hewitson.